# Heterophleps bicommata
Heterophleps bicommata là một loài bướm đêm trong họ Geometridae.